# District de Timiskaming
Pour les articles homonymes, voir Timiskaming (homonymie).
Le district de Timiskaming est un district et une division de recensement situé dans le Nord-Est de l'Ontario, dans la province de l'Ontario.

## Subdivisions

### Ville principale
- Temiskaming Shores

### Villes
- Cobalt
- Englehart
- Kirkland Lake
- Latchford

### Cantons
- Armstrong (Earlton)
- Brethour
- Charlton et Dack
- Casey
- Chamberlain
- Coleman
- Evanturel
- Gauthier
- Harley
- Harris
- Hilliard
- Hudson
- James (Elk Lake)
- Kearns
- Larder Lake
- Matachewan
- McGarry

### Village
- Thornloe

### Réserve autochtone
- Matachewan 72

### Territoires non organisés
- Timiskaming Est
- Timiskaming Ouest

### Autres cantons
- Alma
- Argyle
- Armstrong
- Arnold
- Auld
- Baden
- Banks
- Bannockburn
- Barber
- Barr
- Bartlett
- Bayly
- Beauchamp
- Bernhardt
- Blain
- Bompas
- Boston
- Brethour
- Brewster
- Brigstocke
- Bryce
- Bucke
- Burt
- Cairo
- Cane
- Casey
- Catharine
- Chamberlain
- Charters
- Childerhose
- Chown
- Cleaver
- Cole
- Coleman
- Corkill
- Corley
- Dack
- Dane
- Davidson
- Donovan
- Doon
- Douglas
- Doyle
- Dufferin
- Dunmore
- Dymond
- Eby
- Evanturel
- Fallon
- Farr
- Fasken
- Firstbrook
- Flavelle
- Fripp
- Gamble
- Gauthier
- Geikie
- Gillies Limit
- Grenfell
- Gross
- Harley
- Harris
- Haultain
- Hearst
- Henwood
- Hillary
- Hilliard
- Hincks
- Holmes
- Hudson
- Ingram
- James
- Katrine
- Kerns
- Kimberley
- Kittson
- Klock
- Knight
- Lawson
- Lebel
- Leckie
- Lee
- Leith
- Leo
- Leonard
- Lorrain
- Lundy
- Maisonville
- Marquis
- Marter
- McArthur
- McElroy
- McFadden
- McGarry
- McGiffin
- McKeown
- McNeil
- McVittie
- Medina
- Michie
- Mickle
- Midlothian
- Milner
- Montrose
- Morel
- Morrisette
- Mulligan
- Musgrove
- Nicol
- Nordica
- North Williams
- Ossian
- Otto
- Pacaud
- Pense
- Pharand
- Powell
- Rankin
- Rattray
- Ray
- Raymond
- Reynolds
- Roadhouse
- Robertson
- Robillard
- Rorke
- Savard
- Sharpe
- Sheba
- Shillington
- Skead
- Smyth
- South Lorrain
- Speight
- Teck
- Terry
- Trethewey
- Truax
- Tudhope
- Tyrrell
- Van Hise
- van Nostrand
- Wallis
- Whitson
- Willet
- Willison
- Yarrow